# COFF
Common Object File Format (COFF) — формат исполняемых файлов, файлов объектного кода и динамических библиотек. Формат появился в системе Unix System V, заменив прежний a.out. Послужил основой для расширенных спецификаций, таких как XCOFF и ECOFF, и был впоследствии заменён форматом ELF. Продолжает использоваться в некоторых UNIX-подобных операционных системах, в Microsoft Windows и других системах.

## Формат файла
Файл формата COFF включает в себя заголовок файла, дополнительный заголовок, таблицу секций и одну или несколько секций кода и данных.
| Смещение | Длина | Поле     | Описание                                                                                     |
| -------- | ----- | -------- | -------------------------------------------------------------------------------------------- |
| 0        | 2     | f_magic  | Идентификатор типа машины, на которой файл может исполняться                                 |
| 2        | 2     | f_nscns  | Количество секций                                                                            |
| 4        | 4     | f_timdat | Младшие 32 бита количества секунд, прошедших с 0:00 1 января 1970 г. в момент создания файла |
| 8        | 4     | f_symptr | Положение в файле таблицы символов (используется для отладки)                                |
| 12       | 4     | f_nsyms  | Количество элементов в таблице символов                                                      |
| 16       | 2     | f_opthdr | Размер дополнительного заголовка, для объектных файлов равен нулю                            |
| 18       | 2     | f_flags  | Флаги, указывающие атрибуты файла                                                            |

Дополнительный заголовок файла содержит информацию, необходимую для загрузчика. Размер заголовка может быть разным, в зависимости от системы и версии.
| Смещение | Длина | Поле       | Описание                                                             |
| -------- | ----- | ---------- | -------------------------------------------------------------------- |
| 0        | 2     | magic      | Тип файла                                                            |
| 2        | 2     | vstamp     | Версия                                                               |
| 4        | 4     | tsize      | Суммарный размер всех секций, содержащих исполняемый код             |
| 8        | 4     | dsize      | Суммарный размер всех секций, содержащих инициализированные данные   |
| 12       | 4     | bsize      | Суммарный размер всех секций, содержащих неинициализированные данные |
| 16       | 4     | entry      | Адрес точки входа в программу (0 — если не используется)             |
| 20       | 4     | text_start | Адрес загрузки кода                                                  |
| 24       | 4     | data_start | Адрес загрузки инициализированных данных                             |
| 28       | 4     | bss_start  | Адрес размещения неинициализированных данных                         |
| 32       | 4     | gprmask    |                                                                      |
| 36       | 4     | cprmas     |                                                                      |
| 40       | 4     | gp_value   |                                                                      |

Таблица секций находится непосредственно за дополнительным заголовком. Каждая строка в таблице является заголовком соответствующей секции.
| Смещение | Длина | Поле      | Описание                                           |
| -------- | ----- | --------- | -------------------------------------------------- |
| 0        | 8     | s_name    | Имя секции                                         |
| 8        | 4     | s_paddr   | Физический адрес                                   |
| 12       | 4     | s_vaddr   | Виртуальный адрес                                  |
| 16       | 4     | s_size    | Размер секции                                      |
| 20       | 4     | s_scnpt   | Положение секции в файле                           |
| 28       | 4     | s_relptr  | Положение в файле таблицы настройки адресов секции |
| 32       | 4     | s_lnnoptr |                                                    |
| 36       | 2     | s_nreloc  | Количество элементов в таблице настройки адресов   |
| 38       | 2     | s_nlnno   |                                                    |
| 40       | 4     | s_flags   | Флаги                                              |